# Albrecht Beutelspacher

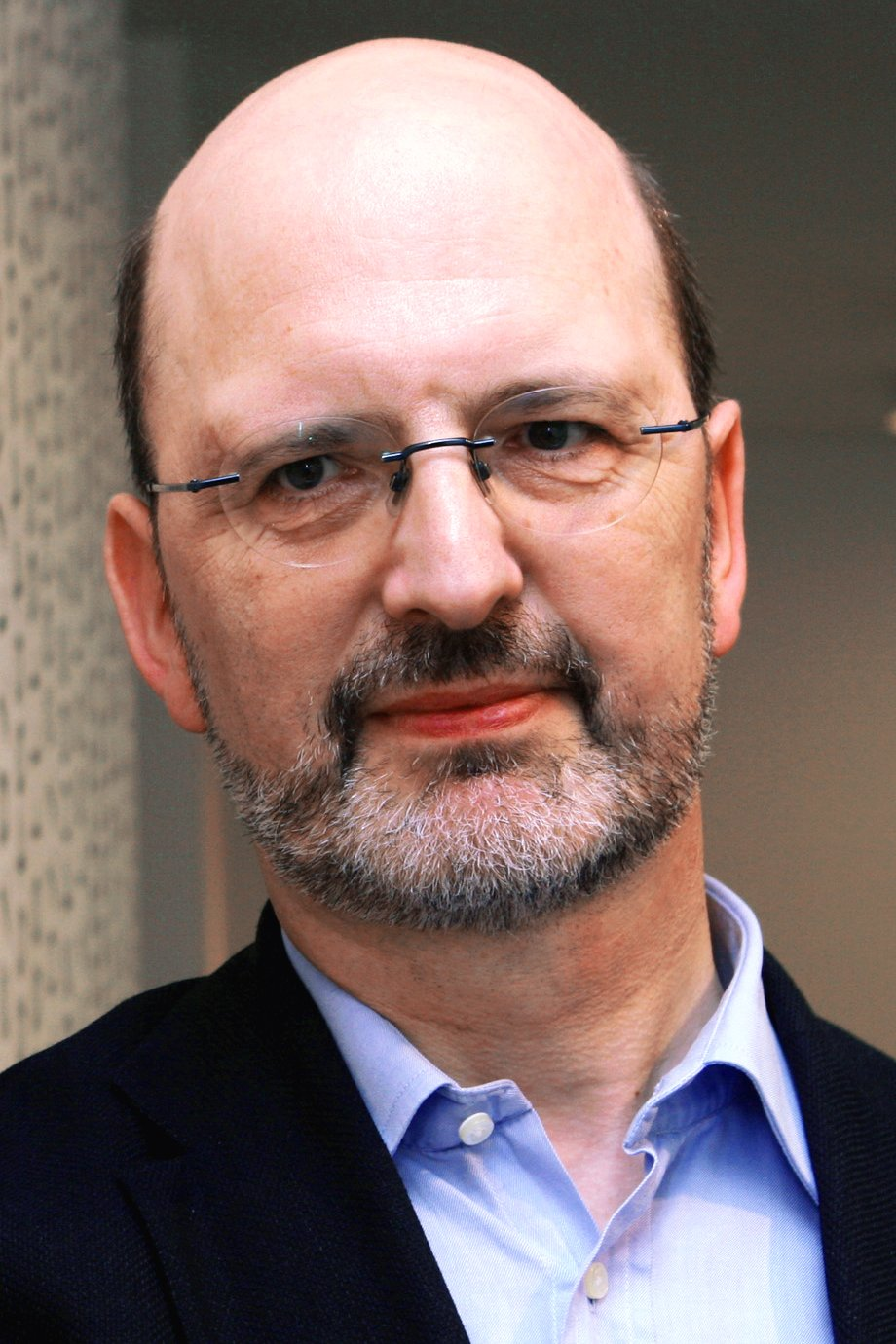
Albrecht Beutelspacher, 2007

Albrecht Beutelspacher (* 5. Juni 1950 in Tübingen) ist ein deutscher Mathematiker. Von 1988 bis 2018 war er Professor für Geometrie und Diskrete Mathematik an der Justus-Liebig-Universität Gießen. Er ist der Gründer und Direktor des Mathematikums in Gießen.

## Biografie
Albrecht Beutelspacher wurde 1950 als Kind von Hans und Ilserose Beutelspacher, geb. de Pay, in Tübingen geboren. Er besuchte dort von 1957 bis 1961 die Melanchthon-Schule sowie anschließend von 1961 bis 1969 das Uhland-Gymnasium. Von 1969 bis 1973 studierte er Mathematik mit den Nebenfächern Physik und Philosophie an der Eberhard Karls Universität Tübingen. Danach war er bis 1982 als wissenschaftlicher Mitarbeiter an der Johannes Gutenberg-Universität Mainz tätig, wo er 1976 bei Judita Cofman mit der Dissertation Teilfaserungen und Parallelismen in endlichdimensionalen projektiven Räumen promovierte. Von 1982 bis 1985 hatte er eine Professur auf Zeit in Mainz inne, danach war er zwei Jahre lang in der Forschungsabteilung der Siemens AG tätig. Von 1988 bis 2018 bekleidete er eine Professur für Geometrie und Diskrete Mathematik an der Justus-Liebig-Universität Gießen.
Daneben hat sich Beutelspacher um Öffentlichkeitsarbeit auf dem Gebiet der Mathematik verdient gemacht. Im Jahr 2002 gründete er in Gießen mit dem Mathematikum ein ‚Mathematik-Museum‘, dessen Besucher aufgefordert sind, aktiv an den ca. 200 Experimentierstationen mathematische Erfahrungen zu sammeln. In dem Journal Bild der Wissenschaft betreut Beutelspacher eine eigene Kolumne für unterhaltsame Beiträge mit Bezug zur Mathematik. Seit 2007 moderiert er auf BR-alpha die Sendung Mathematik zum Anfassen, in der mathematische Alltagsprobleme populärwissenschaftlich behandelt werden. Das Format dieser Sendung entspricht dem von alpha-Centauri oder Geist & Gehirn. 2015 hielt er an der Universität Düsseldorf Mathematik-Vorlesungen für Kinder.

## Auszeichnungen
Im Jahr 2000 wurde Beutelspacher der Archimedes-Förderpreis des Deutschen Vereins zur Förderung des mathematischen und naturwissenschaftlichen Unterrichts verliehen. Außerdem war er in diesem Jahr der erste Preisträger des neu geschaffenen Communicator-Preises der Deutschen Forschungsgemeinschaft, mit dem Wissenschaftler ausgezeichnet werden, die sich um die öffentliche Darstellung ihres Fachgebietes verdient gemacht haben.
2003 erhielt er die Ehrennadel der Deutschen Mathematiker-Vereinigung.
Für die Einrichtung des Mathematikums wurde Beutelspacher 2004 der erste Deutsche IQ-Preis von Mensa in Deutschland e. V. verliehen. Am 28. August desselben Jahres wurde ihm in Leipzig der Benedictus-Gotthelf-Teubner-Förderpreis 2004 überreicht.
Im Jahr 2005 wurde er nominiert für den „Descartes Prize for Science Communication“ der Europäischen Kommission.
2008 erhielt er den Hessischen Kulturpreis für seine Verdienste zur Popularisierung der Mathematik.
2010 wurde ihm die Ehrendoktorwürde der Universität Siegen verliehen. Im selben Jahr erhielt er den erstmals verliehenen Academy Bildungspreis, verliehen von der Academy Verein für Bildungsberatung e. V.
Im November 2014 wurde Beutelspacher mit der „Medaille für naturwissenschaftliche Publizistik“ ausgezeichnet. Die Medaille wird von der Deutschen Physikalischen Gesellschaft an Persönlichkeiten vergeben, die sich in besonders hohem Maße für die Verbreitung naturwissenschaftlich-physikalischen Denkens im deutschsprachigen Raum einsetzen.
2016 erhielt er den Hessischen Verdienstorden.

## Werke
- Wissenschaftliche Werke
  - Einführung in die endliche Geometrie. Band 1: Blockpläne. Bibliographisches Institut Wissenschaftsverlag, Mannheim u. a. 1982, ISBN 3-411-01632-9.
  - Einführung in die endliche Geometrie. Band 2: Projektive Räume. Bibliographisches Institut Wissenschaftsverlag, Mannheim u. a. 1983, ISBN 3-411-01648-5.
  - Kryptologie. Eine Einführung in die Wissenschaft vom Verschlüsseln, Verbergen und Verheimlichen. Ohne alle Geheimniskrämerei, aber nicht ohne hinterlistigen Schalk, dargestellt zu Nutzen und Ergötzen des allgemeinen Publikums. Vieweg, Braunschweig u. a. 1987, ISBN 3-528-08990-3 (9., aktualisierte Auflage. Vieweg + Teubner, Wiesbaden 2009, ISBN 978-3-8348-0703-8).
  - „Das ist o.B.d.A. trivial!“ Eine Gebrauchsanleitung zur Formulierung mathematischer Gedanken mit vielen praktischen Tips für Studenten der Mathematik und Informatik. Vieweg, Braunschweig u. a. 1991, ISBN 3-528-06442-0 (9., aktualisierte Auflage. Vieweg + Teubner, Wiesbaden 2009, ISBN 978-3-8348-0771-7).
  - mit Ute Rosenbaum: Projektive Geometrie. Von den Grundlagen bis zu den Anwendungen (= Vieweg-Studium. Aufbaukurs Mathematik. Bd. 41). Vieweg + Teubner, Braunschweig u. a. 1992, ISBN 3-528-07241-5 (2., durchgesehene und erweiterte Auflage. Vieweg, Wiesbaden u. a. 2004, ISBN 3-528-17241-X).
  - mit Lynn Margaret Batten: The Theory of finite linear Spaces. combinatorics of Points and Lines. Cambridge University Press, Cambridge u. a. 1993, ISBN 0-521-33317-2.
  - Lineare Algebra. Eine Einführung in die Wissenschaft der Vektoren, Abbildungen und Matrizen. 8., aktualisierte Auflage. Springer Spektrum, Wiesbaden 2014, ISBN 978-3-658-02412-3, doi:10.1007/978-3-658-02413-0.
  - mit Jörg Schwenk und Klaus-Dieter Wolfenstetter: Moderne Verfahren der Kryptographie. Von RSA zu Zero-Knowledge. Vieweg, Braunschweig u. a. 1995, ISBN 3-528-06590-7 (7., überarbeitete Auflage. Vieweg + Teubner, Wiesbaden 2010, ISBN 978-3-8348-1228-5).
  - mit Marc-Alexander Zschiegner: Diskrete Mathematik für Einsteiger. Mit Anwendungen in Technik und Informatik. Vieweg, Braunschweig u. a. 2002, ISBN 3-528-06989-9 (4., aktualisierte Auflage. Vieweg + Teubner, Wiesbaden 2011, ISBN 978-3-8348-1248-3).
  - mit Heike B. Neumann und Thomas Schwarzpaul: Kryptographie in Theorie und Praxis. Mathematische Grundlagen für elektronisches Geld, Internetsicherheit und Mobilfunk. Vieweg + Teubner, Braunschweig und Wiesbaden 2005, ISBN 3-528-03168-9.
  - Survival-Kit Mathematik. Mathe-Basics zum Studienbeginn. Vieweg + Teubner, Wiesbaden 2010, ISBN 978-3-8348-1258-2.
- Populärwissenschaftliche Werke
  - mit Bernhard Petri: Der goldene Schnitt. Bibliographisches Institut Wissenschaftsverlag, Mannheim u. a. 1989, ISBN 3-411-03155-7 (2., überarbeitete und erweiterte Auflage. Spektrum Akademischer Verlag, Heidelberg u. a. 1996, ISBN 3-86025-404-9).
  - „In Mathe war ich immer schlecht …“ Berichte und Bilder von Mathematik und Mathematikern, Problemen und Witzen, Unendlichkeit und Verständlichkeit, reiner und angewandter, heiterer und ernsterer Mathematik. Vieweg, Braunschweig u. a. 1996, ISBN 3-528-06783-7 (5., aktualisierte Auflage. Vieweg + Teubner, Braunschweig 2009, ISBN 978-3-8348-0774-8).
  - Geheimsprachen – Geschichte und Techniken. C.H. Beck, München 1997, 4. Auflage ebenda 2005, ISBN 3406490468.
  - Pasta all'infinito. Meine italienische Reise in die Mathematik. C.H. Beck, München 1999, ISBN 3-406-45404-6 (4. Auflage. ebenda 2000, ISBN 3-406-45404-6, Rezension auf spektrum.de).
  - Mathematik für die Westentasche. Von Abakus bis Zufall. Piper, München u. a. 2001, ISBN 3-492-04353-4 (6. Auflage. ebenda 2009, ISBN 978-3-492-04353-3).
  - Christian und die Zahlenkünstler. Eine Reise in die wundersame Welt der Mathematik. C.H. Beck, München 2005, ISBN 3-406-52708-6 (3., durchgesehene Auflage. ebenda 2006, ISBN 3-406-52708-6).
  - Einmal sechs Richtige und andere Mathe-Wunder. Piper, München u. a. 2007, ISBN 978-3-492-05036-4 (3. Auflage. ebenda 2008).
  - mit Marcus Wagner: Wie man durch eine Postkarte steigt … und andere spannende mathematische Experimente. Herder, Freiburg (Breisgau) u. a. 2008, ISBN 978-3-451-29643-7.
  - Albrecht Beutelspachers Kleines Mathematikum. Die 101 wichtigsten Fragen und Antworten zur Mathematik. C.H. Beck, München 2010, ISBN 978-3-406-60202-3 (3., durchgesehene Auflage. ebenda 2010).
  - mit Marcus Wagner: Warum Kühe gern im Halbkreis grasen … und andere mathematische Knobeleien. Herder, Freiburg (Breisgau) 2010, ISBN 978-3-451-30226-8.
  - Zahlen. Geschichte, Gesetze, Geheimnisse. C.H. Beck, München 2013, ISBN 978-3-406-64871-7.
  - Wie man in eine Seifenblase schlüpft. C.H. Beck, München 2015, ISBN 978-3-406-68135-6.
  - mit Marcus Wagner: Wie man einen Würfel aufpustet. Herder, Freiburg (Breisgau) u. a. 2019, ISBN 978-3-451-60068-5.
  - Null, unendlich und die wilde 13. Die wichtigsten Zahlen und ihre Geschichte. C.H. Beck, München 2020, ISBN 978-3-406-74967-4.